# Governo Isărescu
Il Governo Isărescu è stato il settimo governo della Romania post-comunista, il terzo della III legislatura. Fu guidato dal primo ministro Mugur Isărescu.

## Cronologia del mandato

### Nomina
In seguito alla vittoria alle elezioni parlamentari del 1996 il governo fu assunto da una composita alleanza politica formata da Convenzione Democratica Romena (CDR), Unione Social Democratica (USD) e Unione Democratica Magiara di Romania (UDMR). La coalizione di governo provò a portare avanti una politica riformista volta a rafforzare l'economia di mercato, la democrazia e le relazioni con i partner occidentali, ma l'applicazione del suo programma fu minata dai contrasti tra i partner e dalla difficile situazione economica del paese. I due primi ministri in orbita della CDR in carica tra il 1996 e il 1999, Victor Ciorbea e Radu Vasile, furono costretti alle dimissioni su pressione dei partiti facenti parte della coalizione. In seguito all'addio di Radu Vasile, il presidente della Romania Emil Constantinescu preferì optare su una figura esterna alla coalizione, la cui percezione pubblica era indebolita dall'instabilità del governo e dagli insuccessi nella lotta alla povertà. La scelta quale nuovo premier di un indipendente rispecchiava il desiderio di Constantinescu di provare a prevenire ulteriori problemi di immagine per la CDR in vista delle tornate elettorali del 2000.
Il 16 dicembre 1999 il capo di Stato designò quale primo ministro il governatore della Banca nazionale della Romania (BNR), Mugur Isărescu, un tecnico che godeva dell'appoggio trasversale dei partiti tanto della maggioranza quanto dell'opposizione. Isărescu accettò l'incarico a condizione di poter rientrare alla BNR al termine della legislatura.
Il governo fu investito dal parlamento il 21 dicembre 1999 (305 voti a favore, 25 contrari). Il gabinetto rispecchiava la composizione politica del precedente, con poche variazioni anche nei ministri, mentre il primo ministro era l'unico indipendente. Il leader del Partito Democratico (PD), Petre Roman, lasciò il suo incarico alla presidenza del senato per assumere quello di ministro degli esteri (sostituendo l'indipendente Andrei Pleșu), dicastero particolarmente rilevante nel governo Isărescu per via dell'avvio dei negoziati di adesione all'Unione europea. Al ministero del lavoro Smaranda Dobrescu prese il posto di Alexandru Athanasiu. L'ultimo elemento di novità fu rappresentato dall'istituzione di un consiglio di coordinamento economico-finanziario con a capo Mircea Ciumara.

### Progressi economici e diplomatici
Gli obiettivi principali del governo erano quelli della ripresa dell'economia dopo tre anni di decrescita, l'inizio delle trattative per l'ingresso della Romania nell'Unione europea e l'organizzazione delle elezioni del 2000. 
L'esecutivo varò sin dai primi giorni di insediamento ampie misure di rilassamento fiscale, che ebbero il merito di favorire la crescita della produzione, delle esportazioni e degli investimenti. Il 2000 fu per la Romania il primo anno di crescita economica reale, non basato sull'intervento pubblico, a partire dal 1989.
Per quanto riguarda i rapporti con l'UE, il governo presentò alle istituzioni europee un documento chiamato «Strategia di sviluppo economico a medio termine 2000-2006», che fu firmato da tutti i partiti parlamentari, e nel febbraio 2000 aprì i negoziati con le autorità di Bruxelles, impegnandosi già nel mese successivo a mettere in pratica le direttive concordate in diversi settori, quali l'educazione, la politica estera e la sicurezza comune.

### Crisi sul ministro della difesa
Il 16 febbraio 2000 l'addio al PD del ministro della difesa Victor Babiuc aprì una crisi di governo che bloccò le attività dell'esecutivo per settimane. Pur abbandonando il partito, Babiuc non lasciò la posizione ministeriale che, in base all'algoritmo stabilito dagli alleati, spettava ad un rappresentante del Partito Democratico. Il presidente Constantinescu riteneva potenzialmente controproducente la destituzione del ministro nell'ottica delle negoziazioni con l'UE nei campi della difesa e dell'esercito. Il Partito Nazionale Liberale (PNL), inoltre, sostenne pubblicamente la permanenza di Babiuc nel gabinetto Isărescu anche da ministro politicamente indipendente.
Il Partito Democratico, però, si scontrò apertamente con gli alleati del PNL e minacciò il ritiro dal governo nel caso in cui la coalizione non avesse proceduto alla riassegnazione del ministero ad un suo rappresentante. Il 3 marzo 2000 il consiglio di coordinamento nazionale del PD indicò come sostituito Sorin Frunzăverde e biasimò gli altri membri della coalizione, ritenendoli responsabili della situazione di stallo e del rischio di rottura del governo. Per venire a capo della crisi il 13 marzo 2000 Babiuc rassegnò le proprie dimissioni, mentre la guida della difesa fu data a Frunzăverde.

### Scandalo FNI
La stabilità del governo fu nuovamente scossa nel maggio 2000, quando entrò in fallimento il fondo d'investimento FNI. Tra il 1996 e il 2000 il calo della credibilità del sistema bancario rumeno, colpito in tale lasso di tempo dal fallimento di cinque banche di Stato, aveva spinto i risparmiatori ad orientarsi sui fondi d'investimento, che apparivano più sicuri agli occhi della popolazione. Al 2000 partecipavano a tali fondi 345.000 cittadini, che vi avevano investito 191,7 milioni di dollari. Il maggiore, il FNI gestito dall'imprenditore Sorin Ovidiu Vântu, deteneva l'87% del totale dei risparmiatori e il 75% delle somme.
Il sistema entrò in crisi quando fu varata una modifica al regolamento per la valutazione dei fondi, che avrebbe potuto portare alla devalorizzazione dei titoli. Nel mese di maggio, quindi, migliaia di risparmiatori ritirarono in massa i propri depositi, fin quando i dirigenti del FNI bloccarono i pagamenti perché incapaci di restituire le somme versate. Tra i principali investitori pubblici del FNI vi era la CEC Bank il cui direttore, Camenco Petrovici (Partito Nazionale Contadino Cristiano Democratico), fu arrestato per aver garantito la partecipazione della banca al FNI senza averne prima consultato il consiglio d'amministrazione. Il crollo del FNI colpì direttamente 300.000 investitori.
I timori si estesero anche ad altre società del settore bancario. Numerosi cittadini, vedendo a rischio i propri risparmi, accorsero per chiudere i depositi presso la BCR, la CEC ed altri istituti di credito in cui lo Stato possedeva quote. Il primo ministro dovette intervenire personalmente appellandosi alla popolazione per evitare il diffondersi di un panico generalizzato che avrebbe messo in pericolo il sistema bancario del paese. Il governo fu il bersaglio delle critiche degli investitori, scontenti per la mancanza di una legislazione a tutela dei loro risparmi. Le prime norme in merito furono varate solamente dopo il crollo del FNI.

### Fine mandato
Gli ultimi mesi del mandato furono caratterizzati dall'organizzazione delle elezioni del novembre 2000, regolamentate dalle modifiche alla legge elettorale promosse dal governo. L'annuncio del presidente uscente Constantinescu di non volersi ricandidare, spinse il primo ministro Isărescu a farlo al suo posto. Per tale ragione a partire dall'autunno 2000 l'azione di governo fu ridotta all'ordinaria amministrazione. Isărescu ufficializzò la propria candidatura l'11 ottobre 2000.
Il 18 ottobre 2000 il primo ministro si presentò in parlamento per un resoconto sui suoi dieci mesi di governo, in cui sottolineò di essere riuscito a riformare il sistema fiscale, introdurre la quota unica IVA al 19%, realizzare una crescita economica di almeno l'1,5% e ridurre la disoccupazione. L'obiettivo di contenimento dell'inflazione entro il 27%, invece, non riuscì, poiché questa si assestò sul 40%.
In seguito alle elezioni parlamentari del 26 novembre 2000 entrò in carica il governo guidato dal primo ministro Adrian Năstase.

## Attività del governo
Prodotto interno lordo a parità di potere d'acquisto, in miliardi di dollariAnno030609012015018021019961997199819992000PIL a parità di potere d'acquisto
Fonte: Fondo monetario internazionale
Variazione percentuale del Prodotto interno lordoAnno-8-6-4-202419961997199819992000Variazione percentuale del PIL
Fonte: Fondo monetario internazionale
Variazione percentuale del tasso d'inflazioneAnno030609012015018019961997199819992000Variazione percentuale
Fonte: Fondo monetario internazionale
Variazione percentualeAnno-10010203019961997199819992000Variazione percentuale ImportazioniVariazione percentuale Esportazioni
Fonte: Fondo monetario internazionale
Variazione percentuale del deficit del conto delle partite correnti della bilancia commercialeAnno-7-6-5-4-3-2-1019961997199819992000Variazione percentuale
Fonte: Fondo monetario internazionale
Percentuale della forza lavoroAnno024681019961997199819992000Percentuale della forza lavoro
Fonte: Fondo monetario internazionale

### Misure economiche

#### Politica economica e fiscale
In fase di insediamento il 21 dicembre 1999 il primo ministro affermò che il suo governo avrebbe puntato alla ripresa della produzione, alla crescita del PIL dell'1,3%, alla riduzione dell'inflazione ad un livello tra il 25 e il 30% e del deficit pubblico al 3% del PIL. Lo Stato avrebbe introdotto misure per stimolare gli investimenti e ridurre la pressione fiscale. Nel dicembre 1999 il Fondo monetario internazionale rimosse la Romania dalla lista di paesi ad alto rischio per gli investimenti, ma congelò un prestito di 547 milioni di dollari riconosciuto nell'agosto 1999 fino all'approvazione della nuova legge di bilancio. La legge passò il 25 aprile 2000 e prevedeva un deficit pubblico al 3% del PIL e una nuova politica fiscale che avrebbe ridotto le imposte dirette dal 5,5% allo 0,4% del PIL. Nel maggio 2000, quindi, il governo concluse le trattative per un nuovo prestito con il FMI e riuscì ad ottenere un ulteriore finanziamento dalla Banca mondiale nell'ambito del programma PSAL II (Private sector adjustment loan).
A meno di una settimana dall'entrata in carica di Isărescu, il 28 dicembre 1999, il parlamento approvò la legge per il sostegno all'export, che prevedeva una riduzione del 50% delle imposte sui redditi derivanti dalle esportazioni. Il giorno successivo il governo adottò un pacchetto di ordinanze per il rilassamento fiscale, che sarebbe entrato in vigore il 1º gennaio 2000. L'imposta sul reddito delle società fu ridotta dal 38% al 25%, fu introdotta la quota unica IVA al 19% per la maggior parte dei beni e dei servizi (in alcuni casi si verificò una crescita di otto punti e in altri un calo di undici), fu varato il credito fiscale (stabilito al 10% degli importi reinvestiti) e le imposte sui redditi realizzati grazie alle esportazioni passarono al 5%. Il 21 febbraio 2000 fu emanata un'ordinanza d'urgenza che mise fine allo sciopero generale degli insegnanti, reindirizzando il 4% del PIL nel campo dell'istruzione. Tra le altre rivendicazioni il governo riconobbe il pagamento degli arretrati salariali, la crescita dello stipendio di base per gli insegnanti del 100% e l'introduzione della tredicesima mensilità.
Il governo Isărescu, però, non riuscì a contenere gli sprechi della spesa pubblica. Nella primavera del 2000 il primo ministro provò a opporsi all'aumento delle tariffe approntato da diverse società pubbliche e dispose il blocco degli aumenti degli stipendi. La corte d'appello di Bucarest, tuttavia, diede ragione ai lavoratori.
Il 2000 fu il primo anno di ripresa economica dopo anni di recessione, malgrado scarsi sviluppi per il miglioramento del tenore di vita degli abitanti e aumenti per i cittadini per quanto riguardava le tariffe per l'energia e le comunicazioni. Il 18 ottobre 2000 il primo ministro presentò in Parlamento un rapporto sulle realizzazioni del suo governo. Isărescu evidenziò la crescita del PIL di almeno dell'1,5%; l'incremento delle esportazioni del 20%; la redazione del documento «Strategia di sviluppo economico a medio termine 2000-2006» che fu condiviso da tutti i partiti; la riduzione della disoccupazione (dall'11,1% del dicembre 1999 al 10,1% dell'agosto 2000); la riforma del sistema fiscale con la riduzione delle imposte sui redditi; l'introduzione della quota unica IVA al 19% e della tassazione complessiva dei redditi; l'aumento delle riserve monetarie del paese a 2,2 miliardi di dollari; il raddoppiamento dei sussidi per i figli minori e dei contributi per i militari in servizio; la crescita e il ricalcolo delle pensioni (che per gli agricoltori furono aumentate del 50%); l'aumento degli stipendi di professori, medici e miliari; la crescita del salario minimo del 56%; il varo di misure a sostegno delle spese condominiali per le famiglie meno abbienti; la riduzione della burocrazia in seno all'esecutivo; risorse energetiche garantite per l'inverno 2000. Il premier, al contrario, affermò di non aver compiuto gli obiettivi riguardanti l'inflazione, che registrò un +40% su base annua. Secondo Isărescu le motivazioni risiedevano nella crescita del costo del petrolio sulle piazze internazionali e nella siccità che aveva avuto ripercussioni sull'agricoltura. Ulteriori criticità derivavano dal deprezzamento dell'euro rispetto al dollaro e dalla generalizzata riduzione del potere d'acquisto della popolazione.

#### Privatizzazione e riorganizzazione delle aziende di Stato
Sulla scia dell'operato dei precedenti governi, l'esecutivo continuò nell'opera di privatizzazione delle società a capitale pubblico.
Il 20 aprile 2000 fu adottato il progetto di riorganizzazione della Romgaz, società che gestiva il monopolio del gas. In base all'atto la compagnia sarebbe stata divisa in quattro diverse aziende secondo il settore di attività (sfruttamento e produzione; trasporto; distribuzione e commercializzazione; stoccaggio).
Il 14 luglio 2000 la maggiore compagnia energetica di Stato, la CONEL, a sua volta derivante dalla precedente RENEL, fu divisa in quattro. Nacquero la Termoelectrica (per la produzione di energia termica), la Hidroelectrica (per la produzione di energia idroelettrica), la Electrica (per la distribuzione dell'energia elettrica) e la Transelectrica (per il trasporto).
Il 1º novembre 2000 il Fondo per le proprietà dello Stato (FPS) riuscì a cedere il più grande complesso petrolchimico del paese, la Petromidia di Năvodari, al gruppo Rompetrol. I nuovi proprietari acquisirono il 70% della società per 615 milioni di dollari, ne prelevarono i 340 milioni di debiti, garantirono l'investimento di 205 milioni per l'ammodernamento dell'impianto e di 20 milioni per la protezione ambientale.

#### Sistema bancario
A livello bancario furono ammesse le procedure di fallimento di Bankcoop (8 febbraio 2000) e Banca internazionale delle religioni (29 giugno 2000), istituti di credito a maggioranza statale in crisi di liquidità.
Dopo l'esplosione dello scandalo FNI, il 23 giugno 2000 fu emanata un'ordinanza d'urgenza per gli istituti di credito cooperativo, cui veniva imposta la costituzione di un fondo di garanzia per i depositi, in modo da prevenire crac finanziari che avrebbero messo a rischio le economie dei risparmiatori.

### Relazioni internazionali
Nel 1999 la Romania ottenne dall'Unione europea la conferma che i negoziati per la sua adesione sarebbero iniziati l'anno successivo. Il buon avvio delle trattative, quindi, rappresentò una delle priorità del governo Isărescu. Nel gennaio 2000 il presidente della Commissione europea Romano Prodi in visita a Bucarest esternò il proprio supporto alla Romania, affermando che negli anni successivi sarebbe stato considerato normale investire nel paese balcanico.
Il 2 febbraio 2000, su indicazione del Consiglio d'Europa, la Romania annullò parzialmente l'embargo contro la Repubblica Federale di Jugoslavia.
Il 12 febbraio 2000 si tenne a Bucarest la riunione degli stati membri del Patto di stabilità per l'Europa sud-orientale, che portò alla firma della Carta per le relazioni di buon vicinato, stabilità, sicurezza e cooperazione nell'Europa sud-orientale.
Il 15 febbraio 2000 si svolse il primo incontro con le autorità dell'Unione Europea. In tale occasione vennero concordati i trentuno capitoli sui quali la Romania sarebbe dovuta intervenire per finalizzare la propria adesione all'organismo. A livello interno il primo ministro elaborò un documento per la pianificazione economica del paese negli anni a seguire, la «Strategia di sviluppo economico a medio termine 2000-2006», che puntava all'implementazione di una legislazione di livello europeo e comune agli altri stati dell'unione. Il piano fu presentato ai vertici di Bruxelles nel mese di marzo da Isărescu e dal ministro degli esteri Petre Roman e fu corredato da una lettera a firma di tutti i partiti parlamentari e delle maggiori sigle sindacali, che si impegnavano alla sua realizzazione. Il 28 marzo la Romania aprì la gestione dei primi capitoli stabiliti dai negoziati: piccola e media impresa; scienza e ricerca; educazione, formazione professionale e gioventù; relazioni economiche estere; politica estera; sicurezza comune.
Il 28 aprile 2000 fu firmato con la Moldavia il trattato di partnership privilegiata e cooperazione tra i due paesi. L'accordo riconosceva implicitamente l'annessione della Moldavia da parte dell'Unione Sovietica del 1940, che aveva fatto seguito al Patto Molotov-Ribbentrop, e che in passato era stata contestata dalla Romania.

### Altre misure
Il governo Isărescu promosse anche la riforma del sistema pensionistico. Il 1º aprile 2000 fu varata la legge per il sistema pubblico delle pensioni e per le altre assicurazioni sociali, che portò alla nascita della Cassa nazionale delle pensioni (CNPAS), ente autonomo incaricato di gestire la previdenza sociale pubblica a livello nazionale. Il 9 marzo, inoltre, era già stata emanata la legge per l'assistenza sociale per gli anziani.
Sul piano elettorale il 24 febbraio 2000 vide la luce la legge per l'organizzazione e lo svolgimento dei referendum e il 30 giugno 2000 l'ordinanza d'urgenza per la modifica del sistema elettorale, che riduceva il numero dei parlamentari da 471 a 467 (fatta esclusione dei seggi spettanti ai rappresentanti delle minoranze etniche) e introduceva una soglia di sbarramento al 5% (tranne nel caso delle coalizioni, per le quali era prevista una variabile tra l'8 e il 10% in base al numero dei partiti).
Tra gli altri atti normativi emessi nel corso del governo Isărescu vi fu la legge del 18 maggio 2000 sulla prevenzione, l'identificazione e le sanzioni per i fatti di corruzione.

## Appoggio parlamentare e composizione
Il governo Isărescu fu sostenuto dall'ampia coalizione di centro-destra che aveva consentito la formazione dei due precedenti governi Ciorbea e Vasile. Questa era composta da Partito Nazionale Contadino Cristiano Democratico (PNȚCD), Partito Nazionale Liberale (PNL), Partito Democratico (PD), i loro alleati del Partito Social Democratico Romeno (PSDR) e dai regionalisti ungheresi dell'Unione Democratica Magiara di Romania (UDMR).
Insieme la maggioranza disponeva di 177 deputati su 343 (pari al 51,6% dei seggi alla camera dei deputati della Romania) e di 75 senatori su 143 (pari al 52,4% dei seggi al senato della Romania).
| Carica                                                                            | Titolare                              | Titolare                                | Partito      |
| --------------------------------------------------------------------------------- | ------------------------------------- | --------------------------------------- | ------------ |
| Primo ministro                                                                    |                                       | Mugur Isărescu                          | Indipendente |
| Ministro di Stato Presidente del consiglio di coordinamento economico-finanziario |                                       | Mircea Ciumara                          | PNȚCD        |
| Ministro di Stato Ministro degli affari esteri                                    |                                       | Petre Roman                             | PD           |
| Ministro di Stato Ministro della giustizia                                        |                                       | Valeriu Stoica                          | PNL          |
| Ministro della salute                                                             |                                       | Gábor Hajdu                             | UDMR         |
| Ministro della difesa nazionale                                                   |                                       | Victor Babiuc (fino al 13 marzo 2000)   | PD           |
| Ministro della difesa nazionale                                                   | Sorin Frunzăverde (dal 13 marzo 2000) |                                         | PD           |
| Ministro degli interni                                                            |                                       | Constantin Dudu Ionescu                 | PNȚCD        |
| Ministro delle finanze                                                            |                                       | Decebal Traian Remeș                    | PNȚCD        |
| Ministro dell'industria e del commercio                                           |                                       | Radu Berceanu                           | PD           |
| Ministro del lavoro e della protezione sociale                                    |                                       | Smaranda Dobrescu                       | PSDR         |
| Ministro dell'agricoltura e dell'alimentazione                                    |                                       | Ioan Avram Mureșan                      | PNȚCD        |
| Ministro dei trasporti                                                            |                                       | Traian Băsescu (fino al 26 giugno 2000) | PD           |
| Ministro dei trasporti                                                            | Anca Boagiu (dal 26 giugno 2000)      |                                         | PD           |
| Ministro dei lavori pubblici e della gestione del territorio                      |                                       | Nicolae Noica                           | PNȚCD        |
| Ministro delle acque, delle foreste e della protezione dell'ambiente              |                                       | Romică Tomescu                          | PNȚCD        |
| Ministro dell'educazione nazionale                                                |                                       | Andrei Marga                            | PNȚCD        |
| Ministro della cultura                                                            |                                       | Ion Caramitru                           | PNȚCD        |
| Ministro della gioventù e dello sport                                             |                                       | Crin Antonescu                          | PNL          |
| Ministro della funzione pubblica                                                  |                                       | Vlad Roșca                              | PNȚCD        |
| Ministro con delega alle minoranze etniche                                        |                                       | Péter Eckstein-Kovács                   | UDMR         |
| Segretario generale del Governo                                                   |                                       | Radu Stroe                              | PNL          |